# Araneus ventricosus
Espèce
Synonymes
- Epeira ventricosa L. Koch, 1878
- Epeira senta Karsch, 1879
- Aranea pia Chamberlin, 1924
- Aranea piata Roewer, 1942

Araneus ventricosus est une espèce d'araignées aranéomorphes de la famille des Araneidae.
En japonais, cette araignée porte le nom commun d'onigumo qui signifie « araignée ogre ». On l'appelle aussi « araignée diable ».

## Distribution
Cette espèce se rencontre en Extrême-Orient russe, en Chine, en Corée, à Taïwan et au Japon.

## Description

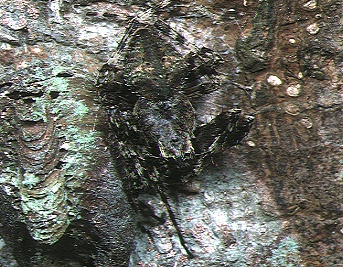
♂

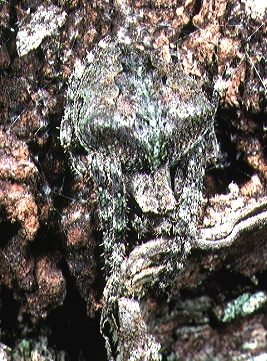
♀

Cette araignée tisse des toiles orbiculaires (spirales) pour capturer ses proies. Ses proies les plus courantes sont les papillons et les sauterelles. Elle capture aussi des lucioles de l'espèce Abscondita terminalis en modifiant les signaux lumineux de lucioles mâles pour les faire passer pour des femelles et attirer d'autres mâles dans sa toile,.
Les femelles de cette espèce peuvent atteindre trois centimètres de longueur. La couleur de l'araignée Araneus ventricosus comporte des tons bruns et deux lignes plus sombres strient leur abdomen en zigzag. Cette araignée peut parfois avoir des motifs de couleur blanche sur la partie dorsale. Ces motifs sont différents pour chaque araignée.
Le venin d'Araneus ventricosus est assez puissant pour liquéfier les organes de ses proies et ainsi en faire une pâte molle dont l'araignée se nourrira mais n'est absolument pas mortel pour l'humain.

## Liste des sous-espèces
Selon World Spider Catalog (version 17.0, 18/02/2016) :
- Araneus ventricosus abikonus Uyemura, 1961 du Japon
- Araneus ventricosus globulus Uyemura, 1961 du Japon
- Araneus ventricosus hakonensis Uyemura, 1961 du Japon
- Araneus ventricosus ishinodai Uyemura, 1961 du Japon
- Araneus ventricosus kishuensis Uyemura, 1961 du Japon
- Araneus ventricosus montanioides Uyemura, 1961 du Japon
- Araneus ventricosus montanus Uyemura, 1961 du Japon
- Araneus ventricosus nigelloides Uyemura, 1961 du Japon
- Araneus ventricosus nigellus Uyemura, 1961 du Japon
- Araneus ventricosus ventricosus (L. Koch, 1878)
- Araneus ventricosus yaginumai Uyemura, 1961 du Japon

## Publications originales
- L. Koch, 1878 : Japanesische Arachniden und Myriapoden. Verhandlungen der Zoologisch-Botanischen Gesellschaft in Wien, vol. 27, p. 735-798 (texte intégral)
- Uyemura, 1961 : Studies on the variation, lineage and distribution of the Japanese spider, Araneus ventricosus (L. Koch) (s. lat.). オニグモ Araneus ventricosus (L.Koch)(s.lat.) の変異とその系 Arachnological Society of East Asia, Osaka, p. 1-116.